# Emilio V. Bunge
Emilio V. Bunge es una localidad argentina perteneciente al partido de General Villegas, situado en la provincia de Buenos Aires.

## Historia

### Rastrilladas y Lagunas
Hace aproximadamente tres centurias atrás, la zona donde hoy en día se ubica el pueblo de Emilio V. Bunge estuvo cruzada, de suroeste a noreste por importantes caminos, llamados Rastrilladas, entre los que se destacaba el Camino de Luan (o camino del guanaco). Estas rastrilladas unían paradas de agua dulce, utilizadas para pernoctar, restablecer provisiones, descansar el ganado. Eran caminos anchos, de 200 a 300 metros, compuestos de varios senderos, profundos y marcados, debido al tránsito constante de la hacienda. Las rastrilladas eran utilizadas como vía de comunicación entre Chile y Buenos Aires, para realizar negociaciones y transacciones comerciales en tiempo de paz. Para llevar a cabo invasiones militaras y malones en tiempos de guerra.

### Tierra de Ranqueles
Los ranqueles fueron los pueblos aborígenes que ocuparon zonas próximas a nuestros pueblos y que realizaban constantes viajes y recorridas por este territorio.
La nación ranquel estaba dividida en numerosos cacicazgos, cada uno ubicado en diferentes zonas del Mamul Mapu, cercanos uno de los otros, instalados en las diferentes arterias que cruzaban La Pampa, quienes reconocían la autoridad del Cacique Principal.
Hacia el año 1775 ocuparon las llanuras de La Pampa, sur de San Luis, por ellos denominada Mamül Mapú (País del Monte o del Árbol) o Nagüel Mapú (País del Tigre), sur de Córdoba, sur de Santa Fe y oeste de la provincia de Buenos Aires. La capital del Imperio Ranquelino fue Leubucó (Agua que corre), actual Victorica.

#### Dinastía Ranquel
El primero del que se tiene memoria fue Carripilum (oreja verde o máscara verde) quien gobernó a los ranqueles hasta su muerte en marzo de 1820. Él fue quien acompañó al alcalde chileno de Concepción, Luis de la Cruz, en su paso por esta zona en 1806.
Lo sucedió Yanquetruz, que venido de Chile fue elegido cacique e inmediatamente a su llegada (1820), asociándose al exdirector supremo de Chile, José Miguel Carrera, atacó al pueblo de Salto, sembrando el terror y la muerte. Hábil, astuto, baqueano y notable estratega. Murió en 1836 en su escondite de río Diamante, dicen algunos, enfermo de mal de amores o de odio.
Carrané tenía sus tolderías de Curupotro en la Provincia de Córdoba, a la altura de Coronel Charlone (Bs. As.). Después de varios reveses decidió entregarse al gobernador Rosas quien lo fusiló junto a otros prisioneros.
En 1836, a la muerte de Yanquetruz y Carrané, aparece en el escenario del desierto ranquel el célebre Painé (Zorro Celeste) fundador de la dinastía Zorros, elegido cacique por el Consejo de los Viejos Caciques en mérito a la fortaleza de su corazón y la destreza de su brazo de lancero. Mandó casi mil lanzas de pelea, y comandó el malón contra Fuerte Federación (hoy la ciudad de Junín). Murió en Leubucó capital del Imperio ranquel, el 15 de septiembre de 1884, probablemente de una afección al corazón.
Pichuin Guala, hijo de Yanquetruz, era segundo de Painé y gobernó desde 1844 a 1858, cuando murió trágicamente al toparse con una pieza de artillería y municiones dejadas por la expedición del coronel Emilio Mitre. 
Entre 1858 y 1877 tuvo lugar el cacicazgo de Mariano Rosas (cacique) o Paguithruz Guor, uno de los más importantes personajes del desierto. Principalmente a través de la pluma de Lucio V. El último representante del pueblo ranquel fue Epumer o Epu Guor, cuarto hijo de Painé. Asumió el cacicazgo a la muerte de su hermano Mariano pero no gozó de la autoridad ni la obediencia que tuvo su antecesor y perdió el control sobre sus capitanejos. Fue capturado por el coronel Eduardo Racedo en 1878, durante la campaña final contra el indio y llevado prisionero a la Isla Martín García. Murió en Bragado hacia el año 1883.

### El paso del hombre blanco

#### 1779: Casas y Echeverría
Organizado el Virreinato del Río de la Plata (1776), que permitía a España un mejor manejo y control de las tierras, numerosas expediciones se adelantaron en territorio aborigen.
Los primeros blancos que llegaron a esta zona lo hicieron a través de las rastilladas y fueron recibidos o acompañados por los ranqueles. La Expedición de Diego de las Casas y Ventura Echeverría, realizada en 1779, venía desde la jurisdicción cordobesa de Las Tunas (hoy Arias). Realizaron en reconocimientos hasta las proximidades del camino de Las Víboras (paraje Marifil). Pasaron por territorio de la actual Santa Regina y se dirigieron tierra adentro hasta Meuco (hoy territorio de la provincia de La Pampa).
La misión de esta expedición era revelar el nombre de los caciques, cantidad de aborígenes que vivían en los toldos, aguadas y parajes o lugares de residencia.

#### 1806: Luis de la Cruz
En 1806 el alcalde de la ciudad chilena Concepción, don Luis de la Cruz (1768-1828), cruzó por esta zona con el objetivo de encontrar una ruta hacia Buenos Aires. La expedición pasó por lo que es hoy el Partido de General Villegas (durante seis días) y recorrió nuestra zona en dos jornadas que quedaron registradas en su diario de viaje.

### Roca: El acto final

#### El fin de los ranqueles
El 29 de diciembre de 1877 muere el Ministro de Guerra, Adolfo Alsina y el Presidente Nicolás Avellaneda nombra en su reemplazo al tucumano Alejo Julio Argentino Roca. Para entonces los ranqueles no superaban las 600 lanzas. En ese año el gobierno nacional debía renovar el tratado de paz firmado con los ranqueles seis años antes. La condición central para la renovación era si no se habían observado quebrantos de parte de los indios a los puntos convenidos. El mismo general Roca debió reconocer que debía realizarse por la fuerza, por no existir un motivo en su contra. Se firma la renovación y casi en los mismos días un suelto del diario La Prensa desnudaba elocuentemente la perspectiva para los próximos meses en cuestión indios:

Estamos como nación empeñados en una contienda de razas en que el indígena lleva sobre sí el tremendo anatema de su desaparición, escrito en nombre de la civilización. Destruyamos pues moralmente esa raza, aniquilemos sus resortes y organización política, desaparezca su orden de tribus y si es necesario divídase la familia. Esta raza quebrada y dispersa, acabará por abrazar la causa de la civilización.

Roca había solicitado ante la cámara dos años para resolver el problema del indio: uno para prepararse y el otro para ejecutar el plan, conocido luego como la Conquista del Desierto. En ese contexto se firma el nuevo tratado de paz de 1878, sabiendo de antemano el gobierno que no lo cumpliría.
Con la Conquista del Desierto, el poder de este pueblo fue disuelto. El gobierno argentino distribuyó a los aborígenes que quedaban después de la expedición de 1879. los que habían sido reducidos en Villa Mercedes (San Luis), bajo el cuidado del padre Marcos Donatti, pasaron a Victorica (La Pampa) en 1882. Los del Fuerte Sarmiento, con la asistencia del franciscano Fray Moisés Álvarez, fueron llevados a General Acha en 1886. Algunos caciques fueron confinados en la Isla Martín García y otros terminaron como peones de campo. En distintos puntos quedaron aislados grupos que vivían en el mayor abandono.

### El reparto del desierto
El avance final sobre los dominios aborígenes dejó disponibles millones de hectáreas de tierras fértiles que el Gobierno Central no tardaría en adjudicar. 
Cumpliendo con lo dispuesto por el Congreso Nacional por ley 13 de agosto de 1867 que ordenaba la ocupación de los territorios entre los meridianos V y X y los ríos Negro y Neuquén, fijando la frontera sur con el indio y autorizando inclusive la utilización del crédito nacional, se dictó la ley N.º 947 del 9 de octubre de 1878 reglamentada el 17 del mismo mes. Esta autorizaba a invertir, para financiar la campaña, un millón seiscientos mil pesos fuertes reunidos por suscripción pública por medio de cuatro mil títulos de cuatrocientos pesos fuertes pagaderos en cuatro cuotas, imputándose el gasto al producido de las tierras conquistadas, incluidas aquellas que las provincias, a las que fijaban los límites, cedieran sin afectar su jurisdicción. El valor de cada título equivalía a una legua cuadrada de tierra enajenándose en manos de un mismo propietario un mínimo de cuatro leguas cuadradas y un máximo de doce. 
Las regiones más apetecidas de todo el territorio cuya enajenación se disponía en virtud de esta ley, fueron las del oeste de la provincia de Buenos Aires, sur de Córdoba y este de La Pampa cuya calidad era más conocida y el acceso más seguro.
Las tierras públicas fueron divididas en cinco secciones. La zona del actual Partido de General Villegas quedó como prendida dentro de la Primera Sección (perteneciente a Córdoba), que a su vez fue dividida en nueve partes y en lotes de 10 000 hectáreas cada uno. El 31 de marzo de 1881 el plano de mensura de la Primera Sección fue aprobado y a partir de esa fecha se adjudicaron las tierras.

#### ¿Cómo toma posesión Bunge de estas tierras?
Según el testimonio oral de Catalina Bunge, nieta del fundador, en una entrevista con Tomás Eduardo Penacino en Buenos Aires, en mayo de 1980:

Fue una oferta por los grandes beneficios que había hecho cuando la frontera poblando (...) y también por Senador. Tenían que pagarle porque fue Senador mucho tiempo. Entonces le ofrecieron campo o le pagaban.
-¡Ah no!, yo elijo el campo.
-Bueno, entonces usted se va a ocupar de que esto se pueble.

#### ¿Cuántas Leguas?
Conforme a la escritura pública que firmaron en representación del Superior Gobierno de la Nación Argentina, Julio Argentino Roca, por entonces Presidente y su Secretario de Hacienda Juan José Romero, Emilio V. Bunge compró en dos fracciones: La primera, el 10 de junio de 1881, por un total de doce leguas cuadradas; y posteriormente agregó una segunda fracción adquirida a Laura Bunge de Pacheco. En total: dieciséis leguas.

### Los Bunges en Argentina
El primer Bunge que llegó a Buenos Aires, en 1827, fue Carlos Augusto Bunge, proveniente de Unna (Westfalen). Tenía pasión por la música, el medio ambiente y una gran debilidad por el trabajo sistemático y productivo que le había sido inculcado a la familia.
Con anterioridad, en 1817, había llegado a la Argentina un familiar suyo: Cristian Zimmerman, hábil comerciante, relacionado con grupos de significativo poder económico, situación que fue de gran ayuda para Carlos Augusto.
El matrimonio de Carlos Augusto con Genara Peña Leizca y Torrezuri, hija de una arcaica familia porteña, marcó un nuevo destino del aspecto económico rioplatense, debido al trato con los centros industriales del norte de Europa. El 19 de abril de 1835 nace el primer hijo del matrimonio: Juan Carlos Federico (el mismo nombre que el de su abuelo paterno), al que le siguieron: Eduardo, Emilio Vicente, Laura, Ernesto, Sofía, Felisa, Octavio, Leopoldo y Rodolfo.
La familia se caracterizó por su gran impulso cultural. Los descendientes del matrimonio no asistieron a la escuela protestante, pero fueron educados en su hogar.

#### Emilio Vicente
Emilio Vicente Bunge nació el 13 de agosto de 1837. Al quedar huérfano de padre siendo bastante chico, su madre Genara Peña lo manda a Chile con unos tíos, se trataba de su tío materno Francisco Peña.

Con su tío de Chile, viaja a China; regresa a Chile y lo manda a llamar su madre para enviarlo a estudiar a Alemania

Gran observador del paisaje, cada uno de sus viajes fue una experiencia humana e intelectual. Era un hombre capaz de adaptarse a las diferentes tradiciones de los lugares que visitaba, como: Filipinas, Estados Unidos y China. Cuando regresó a Buenos Aires, cautivado por la belleza de su ciudad natal, tenía 20 años.
Al surgir la fiebre amarilla, describió en su diario el entorno de desesperación que observaba. La familia Bunge se mudó a la quinta de San José de Flores. La crisis obligó a Emilio a embarcarse, en mayo de 1858, a los puertos del Mar del Norte. Pasó por Brasil, visitó Londres y, sorprendido por su belleza y civilización, consideró que era la ciudad más importante. Su recorrido continuó en Rótterdam, Ámsterdam, Bruselas, Amberes, Dusselforf en Alemania (donde conoció a su abuelo y a sus tías).
Emilio puso por escrito el citado viaje a China y Filipinas, como así también su regreso a Buenos Aires desde Chile y su posterior viaje a Europa.

#### El hombre de Familia
Cuando tenía 12 años, muere su padre y él se tiene que hacer cargo de una parte de una empresa de comercio. Exportaba mercaderías, luchaban permanentemente contra los monopolios. Hacía algunos comentarios, incluso algunos irónicos, hacia el dominio del monopolio que pretendían hacer desde la parte inglesa.
Emilio Vicente se casó con Juana Catalina Chas y Salas el 6 de octubre de 1860. De esta unión nacieron nueve hijos: Catalina Elena Matea Matilde; Carlos María Mauricio Francisco; María Justina Catalina Genara (nace y muere en 1863); Emilio Vicente Tomás María; Gregorio Octavio Francisco Pantaleón María de Ogracias (muere a los 12 años); María Gregorio Federico Ricardo Alberto Vicente Mercedes; Leopoldo Rodolfo Alberto Sebastián María; Genara María Antonia Mercedes Juana (nace y muere en 1878) y María Mercedes.

## Población
Cuenta con 2,156 habitantes (Indec, 2010), lo que representa un incremento del 24% frente a los 1,595 habitantes (Indec, 2001) del censo anterior.
| Gráfica de evolución demográfica de Emilio V. Bunge entre 1991 y 2010 |
|                                                                       |
| Fuente: Censos nacionales del INDEC                                   |

## Actividad económica
La localidad de Emilio V. Bunge y alrededores es una zona dedicada a la agricultura y ganadería, inclinándose históricamente a la producción láctea. Dicha actividad, conjuntamente con la agricultura y en menor proporción la ganadería, son las que le dan movimiento al comercio local.
La industria lechera está liderada por Remotti S.A. (Quesos Melincué), empresa dedicada a la elaboración de quesos desde hace más de 80 años, y que genera trabajo a 100 familias.

## Santo patrono
- San Juan Nepomuceno

## Parroquia de la Iglesia católica en Emilio V. Bunge
| Diócesis  | Nueve de Julio      |
| --------- | ------------------- |
| Parroquia | San Juan Nepomuceno |

## Personas Destacadas
A continuación se mencionan algunas de las personas que están enlazadas con el pueblo de Emilio V. Bunge. 
• Ana Emilia Moglia (Lic. en Ciencias de la Comunicación, escritora). 
• Mario Llambías (Agrimensor y productor rural). 
• Pedro A. Coronel (Exfutbolista). 
• Tomás E. Penacino (Músico, escritor y poeta).
•
Dora Forletti (Poeta).